# 工藤静香 '94 Expose Concert tour 1994
『'工藤静香 '94 Expose Concert tour 1994』（くどうしずか ナインティフォー エクスポーズ コンサートツアー ナインティンナインティフォー）は、工藤静香通算7枚目のライブ・ビデオ。1995年3月17日発売。発売元はポニーキャニオン。発売元はポニーキャニオン。規格品番：PCVP-51601（VHS）。2007年9月19日にDVD化された。

## 解説
代々木第一体育館で開催された公演を収録した映像作品。初めてのセルフ・プロデュース作品となったスタジオ・アルバム『Expose』（1994/9/7発売、PCCA-00630）を引下げて行われたコンサート・ツアーとなる。
1980年代に発売されたヒット・ソングはほとんど収録されず、『Expose』収録曲を歌うシーンがメインで映像化された。
VHS・LD（PCLP-00544）のほか、2007年9月19日にはソロ・デビュー20周年を記念し、それまでに発表された全ライブビデオを収納したDVD-BOX『Shizuka Kudo THE LIVE DVD COMPLETE BOX』（PCBP-51826）がリリースされ、本作品も初めてDVD化された。

## 収録曲
1. オープニング
2. Blue Rose
3. Jazzyな仔猫
4. そのあとは雨の中
5. 夢
  - モディリアニ絵画展 イメージ・ソング。
6. 僕よりいい人と
7. Jaguar Line
8. naked love
9. Party
10. らしくない
  - オリジナルとは異なる歌詞で披露された。
11. Step
12. 声を聴かせて
  - NTV系TVドラマ『教師夏休み物語』挿入歌。
13. I'm nothing to you
  - 工藤自身が好んで歌う楽曲で、ソロ・デビュー20周年記念ライブ[1]でも披露された。
14. 抱いてくれたらいいのに
15. Ice Rain
16. Door
  - テレビ東京系スペシャル・ドラマ『積木くずし 崩壊、そして…』エンディング・テーマ。

## 関連作品
- intimate - M-10
- Rise me - M-4
- Expose - M-2・3・5〜8・11・13
- Shizuka Kudo 20th Anniversary the Best - M-2・7・12・14・15
- 20th Anniversary B-side collection - M-9・16